# 松轮岛
松轮岛（俄語：Матуа，羅馬化：Matua，日语：／ Matsuwa tō */?）俄语音译马图阿岛，是俄罗斯千岛群岛中部的一个无人居住的火山岛。岛屿呈椭圆形，长11公里，宽6.5公里，面积52平方公里。岛上有两座火山。其中位于西北角的萨雷切夫火山为全岛最高点，海拔1496米。该火山也是千岛群岛中最活跃的火山之一。另一座火山位于岛屿南部，海拔127米。
島名是源於阿伊努語「moto-a」（我們原住民（的地方））。

## 外部連結
- サリチェフ火山の概説 （页面存档备份，存于）
- 火山噴火の恐るべき姿を国際宇宙ステーションから撮影・・・北方領土に連なるサリチェフ山 （页面存档备份，存于）